# Alkärr i Gäddeviksås
Alkärr i Gäddeviksås este o arie protejată (arie specială de conservare — SAC, sit de importanță comunitară — SCI) din Suedia întinsă pe o suprafață de 5,1 ha, integral pe uscat.

## Localizare
Centrul sitului Alkärr i Gäddeviksås este situat la coordonatele 56°23′46″N 14°52′36″E / 56.3962°N 14.8768°E.

## Înființare
Situl Alkärr i Gäddeviksås a fost declarat sit de importanță comunitară în ianuarie 2002 pentru a proteja un număr necunoscut de specii din flora spontană și fauna sălbatică aflate în arealul zonei. Situl a fost protejat și ca arie specială de conservare în martie 2011.

## Biodiversitate
Situată în ecoregiunea boreală, aria protejată conține 1 habitat natural: Păduri caducifoliate de mlaștină fino-scandinave.
La baza desemnării sitului se află un număr nedeclarat de specii protejate.